# Simón Rodríguez
Simón Narciso de Jesús Carreño Rodríguez  conocido como Simón Rodríguez (Caracas, 28 de octubre de 1769-Amotape, 28 de febrero de 1854) fue un educador, filósofo, político, tipógrafo y prócer venezolano, conocido principalmente por haber sido tutor  del Libertador Simón Bolívar.    
Los aportes de Simón Rodríguez versan sobre política, economía, educación, ética y sociología. En su obra principal Sociedades Americanas en 1828, se puede encontrar el proyecto político-económico y educativo para establecer las Repúblicas Americanas.

## Biografía

### Primeros años
Simón Rodríguez nació en Caracas el 28 de octubre de 1769.

Tuvo por padre a un clérigo nombrado Carreño, cuyo apellido llevó don Simón por algún tiempo; pero que cambió después por el de Rodríguez.Don Simón no fue hijo único; tuvo un hermano, llamado Cayetano, que de afición llegó a ser el mejor músico de Venezuela.

Miguel Luis Amunátegui, quien fuera el primer biógrafo de Simón Rodríguez, posiblemente se haya basado en el testimonio de Andrés Bello, a quien conoció en Santiago, Chile, puesto que Andrés Bello y Simón Rodríguez habían sido vecinos en Caracas; habitaron ambas casas del Callejón de la Mercedes.
Arturo Uslar Pietri y Rafael Fernández Heres han rechazado la idea de que Simón Rodríguez haya sido hijo natural de un sacerdote católico.
Sin embargo, la tradición ha dado por cierto que Simón Rodríguez y Cayetano Carreño fueron hijos naturales del sacerdote Alejandro Carreño y Rosalía Rodríguez, y así lo recogen tanto Arístides Rojas ―quien afirma haber recibido sus datos del último hijo sobreviviente de Cayetano Carreño (también llamado Cayetano), sobrino de Simón Rodríguez―
como Ramón de la Plaza.
Sea como fuere, el hecho es que Simón y Cayetano se criaron juntos, y fueron conocidos en Caracas como «los hermanos Carreño».
Cotejando los censos de la parroquia de Altagracia es posible arrojar luz sobre la crianza de Simón Rodríguez. En las matrículas de los años 1774, 1775 y 1776 aparecen los párvulos expósitos Simón y Cayetano, registrados en casa de Rosalía Rodríguez, viuda, quien era hija de un propietario de haciendas y ganaderías en los llanos del Guárico, descendiente de canarios.
No es descabellado suponer que hacia 1780 ―luego del matrimonio de Rosalía Rodríguez con Ignacio Abay― los niños Simón y Cayetano hayan tenido que cambiar de hogar. Y en efecto, la matrícula de 1790 de la parroquia de Altagracia registra a los jóvenes en casa del sacerdote Alejandro Carreño.
En 1791, luego de la muerte de Alejandro Carreño, los hermanos quedaron bajo la tutela de su tío materno, el sacerdote Juan Rafael Rodríguez,
canónigo doctoral de la catedral y hermano de Rosalía Rodríguez. Simón y Cayetano ocuparon una casa en la «calle segunda de norte a sur... cuadra de Nuestra Señora de la Salud»
(hoy esquinas de Ibarras a Madrices), casa en la que probablemente vivieron juntos hasta el casamiento de Cayetano en 1794.

### Maestro

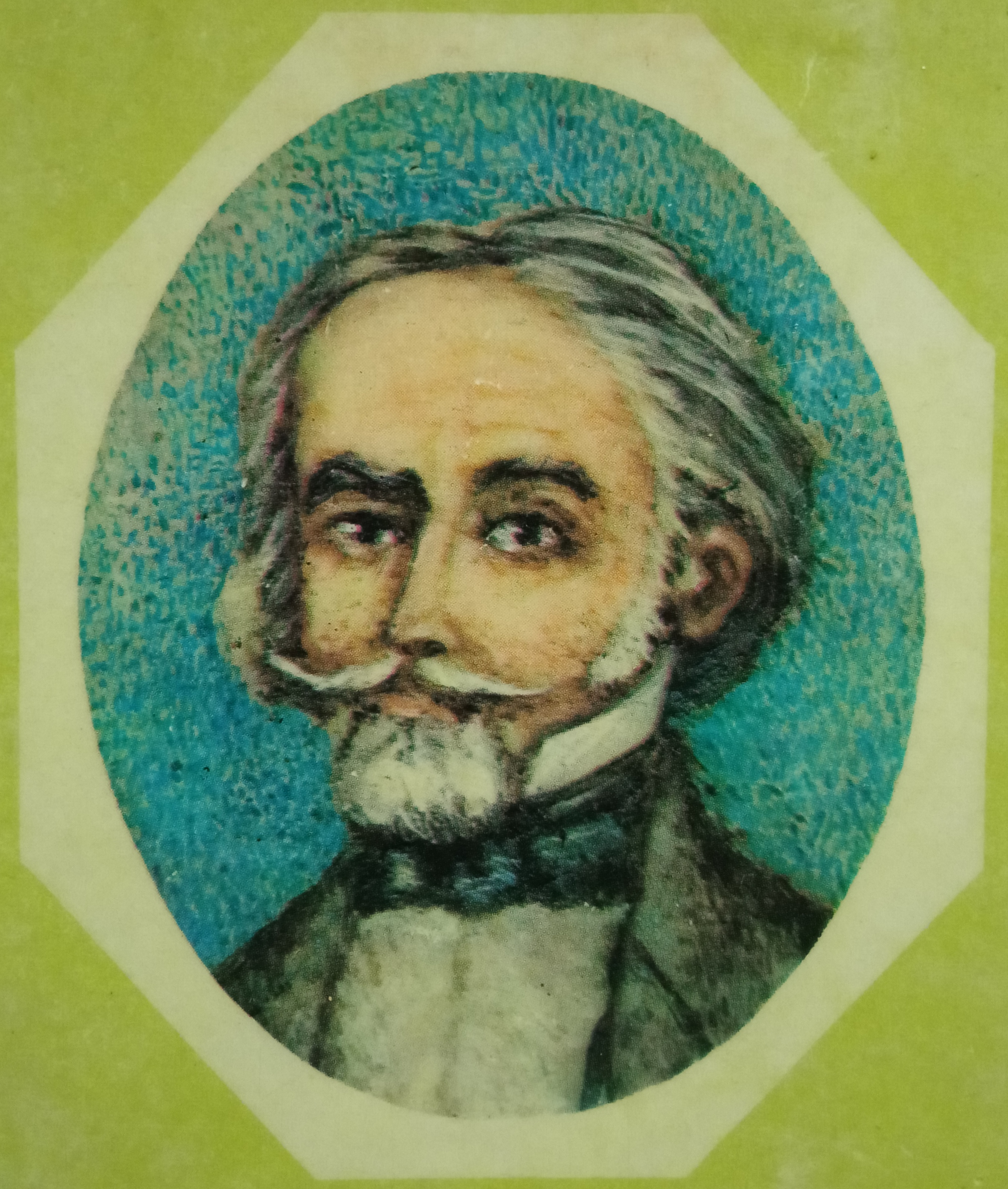
Retrato de Simón Rodríguez, según medallón que se conserva en el Museo Bolivariano de Caracas, Venezuela. El cuadro original se encuentra en el Museo de La Magdalena en Lima, Perú. Esta obra fue pintada en 1825.

En mayo de 1791, cuando ya tenía 21 años, el Cabildo de Caracas le dio un puesto como profesor en la Casa de Las Primeras Letras gracias al maestro Guillermo Pelgrón. En esta escuela tuvo la oportunidad de ser el tutor de Simón Bolívar.
El tutor de Bolívar, Carlos Palacios y Blanco, decidió enviar a Bolívar a vivir con Simón Rodríguez porque no podía atenderlo personalmente. Ante la perspectiva de vivir con Rodríguez, el 23 de julio de 1795, Bolívar se escapó de la casa de su tío Carlos para refugiarse en la casa de su hermana María Antonia. Esta última ejerció su custodia temporal, hasta que la Real Audiencia de Caracas resolvió el litigio judicial y devolvió a Carlos Palacios la custodia de Bolívar. Bolívar trató de resistirse, pero fue sacado por la fuerza de casa de su hermana y llevado por un esclavo hasta la humilde casa de Rodríguez. Allí, Bolívar compartió espacio con otros veinte niños en condiciones inapropiadas y escapó en varias ocasiones, aunque fue devuelto por orden de los tribunales. Sin embargo, la relación con Rodríguez, a quien posteriormente llamaría "mi maestro", fue beneficiosa y duró hasta que Bolívar cumplió 14 años. Rodríguez tuvo una influencia significativa en el carácter y el pensamiento libertario del futuro Libertador.
En 1794, Simón Rodríguez presentó un escrito al Cabildo Caraqueño titulado Reflexiones sobre los defectos que vician la Escuela de Primeras Letras de Caracas y medio de lograr su reforma por un nuevo establecimiento y Reflexiones sobre el estado actual de la Escuela, Estado actual de la escuela y nuevo establecimiento de ella. Rodríguez propuso una visión revolucionaria de la educación en las naciones americanas. En 1824, Bolívar, en una carta dirigida al general Santander, mencionó que su maestro "enseñaba divirtiendo". Esta filosofía, que buscaba romper con las tradiciones educativas del colonialismo español, se manifestó en toda la obra y el pensamiento de Rodríguez.
La supuesta implicación de Rodríguez en la Conspiración de Gual y España, descubierta en julio de 1797 en contra de la Corona española, lo llevó a renunciar a su cargo de maestro y abandonar el territorio venezolano desde el Puerto de la Guaira, dirigiéndose a la Jamaica británica.

### Samuel Robinson

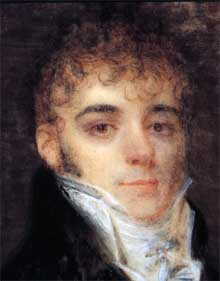
Simón Bolívar

En 1797, en la villa de Kingston (en colonia británica de Jamaica), cambió su nombre a Samuel Robinson. Después de permanecer algunos años en los Estados Unidos, en 1801 viajó a Francia. En 1804, con 34 años, se encontró en París con Simón Bolívar (21 años), de quien había sido maestro poco más de diez años antes.
El año anterior (1803) Bolívar había viajado a Europa desolado porque el 22 de enero de 1803 había fallecido en Caracas su esposa madrileña, con la que estuvo casado apenas unos meses. 
Al año siguiente (1805) viajaron juntos a Italia. En Milán fueron testigos presenciales de la coronación de Napoleón Bonaparte como rey de Italia y de Roma. El 15 de agosto de 1805, Rodríguez fue testigo del famoso juramento de Bolívar sobre el monte Sacro (en Roma), en donde se comprometió a liberar a toda América de la Corona española.
Simón Rodríguez lo registró para la Historia.
Bolívar regresó a Venezuela al año siguiente (1806).
Entre 1806 y 1823, mientras se libraba gran parte de la Guerra de Independencia en su natal Venezuela, Rodríguez vivió en Italia, Alemania, Rusia, Prusia y Países Bajos. Luego daría su opinión sobre este periodo de tiempo diciendo:

Permanecí en Europa por más de veinte años; trabajé en un laboratorio de química industrial […]; concurrí a juntas secretas de carácter socialista […]. Estudié un poco de literatura, aprendí lenguas y regenté una escuela de primeras letras en un pueblecito de Rusia.
Simón Rodríguez

Regresa a América en 1823, usando el nombre de Simón Rodríguez nuevamente. En 1824 establece en Colombia la primera «escuela-taller». Atiende al llamado hecho por Bolívar desde el Perú, y es nombrado «Director de la Educación Pública, Ciencias, Artes Físicas y Matemáticas» y «Director de Minas, Agricultura y Vías Públicas» de Bolivia.
En 1826, establece una segunda escuela-taller como parte del proyecto para toda Bolivia. Pero el Mariscal Antonio José de Sucre, presidente de Bolivia desde octubre de 1826, no tenía una buena relación con él, por lo que Rodríguez dimitió el mismo año, trabajando el resto de su vida como educador y escritor, viviendo alternadamente entre Perú, Chile y Ecuador. Entre tantas anécdotas, resalta su anticlericalismo (impronta de su trabajo sobre pedagogía) exacerbado al punto de darle nombre de Choclo, Zapallo y Zanahoria a sus dos hijos e hija, nacidos durante su estadía en Ecuador. Fue como protesta contra la expectativa de la iglesia de que los niños fueran bautizados de acuerdo al santoral. Muy importante es su trabajo titulado Sociedades Americanas, dividido en varias ediciones publicadas en Arequipa (1828), Concepción (1834), Valparaíso (1838), y Lima (1842, 1843), así como en algunos extractos publicados en periódicos, vinculados con la obra principal, tales como El Mercurio de Valparaíso (1840) y el Neo-Granadino (1849). El texto insiste en la necesidad de buscar soluciones propias para los problemas de Hispanoamérica, idea que sintetiza su frase:

La América española es original, originales han de ser sus instituciones y su gobierno, y originales sus medios de fundar uno y otro. O inventamos, o erramos.

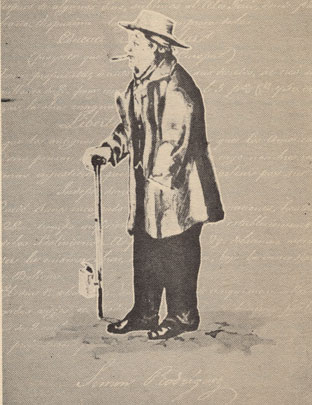
Simón Rodríguez vivió sus últimos años en Ecuador.

Otra obra importante fue El Libertador del Mediodía de América y sus compañeros de Armas (de 1830), un alegato sobre la lucha social que emprendía Bolívar en esa época.

## Epílogo
En los años finales de su vida dio clases en varios colegios de Quito y Guayaquil (Ecuador); debido a un incendio que azotó esta ciudad, gran parte de su obra quedó hecha cenizas.
En 1853 emprendió su último viaje rumbo a Lima al lado de su hijo José, y de Camilo Gómez, un compañero de este, en Paita mantuvo contacto con la quiteña Manuela Sáenz quien también se encontraba exiliada allí. 
La muerte lo sorprendió el 28 de febrero de 1854, con 84 años, en el caserío de Amotape, a orillas del río Chira.
Fue asistido por Camilo Gómez.
En Amotape vivía como sacristán en la casa cural, cuidando también la casa y el jardín del párroco. Mantuvo la costumbre (mala en la tradición ibérica) de andar desnudo.(Efemérides Guadalupanas. Capítulo Cordobensis Tucumanae. Asociación A.A.C.C.del Mayor Hispanoamericano N.S. de Guadalupe MMIII Editora Alción, Córdoba, Argentina, 2003. p. 35), 
la que le costó su cese como maestro en La Plata -mal llamada "Sucre- en Charcas, hoy Bolivia.
Su cuerpo fue enterrado en la cripta de la iglesia de Amotape, donde permaneció por setenta años, hasta que en 1924 fue trasladado a Lima, siendo el primero en ser depositado en el recién inaugurado Panteón de los Próceres, ahí descansó hasta que finalmente en 1954 fue repatriado a Venezuela y trasladado al Panteón Nacional de su Caracas natal, donde descansa hasta el día de hoy.

## Aportes

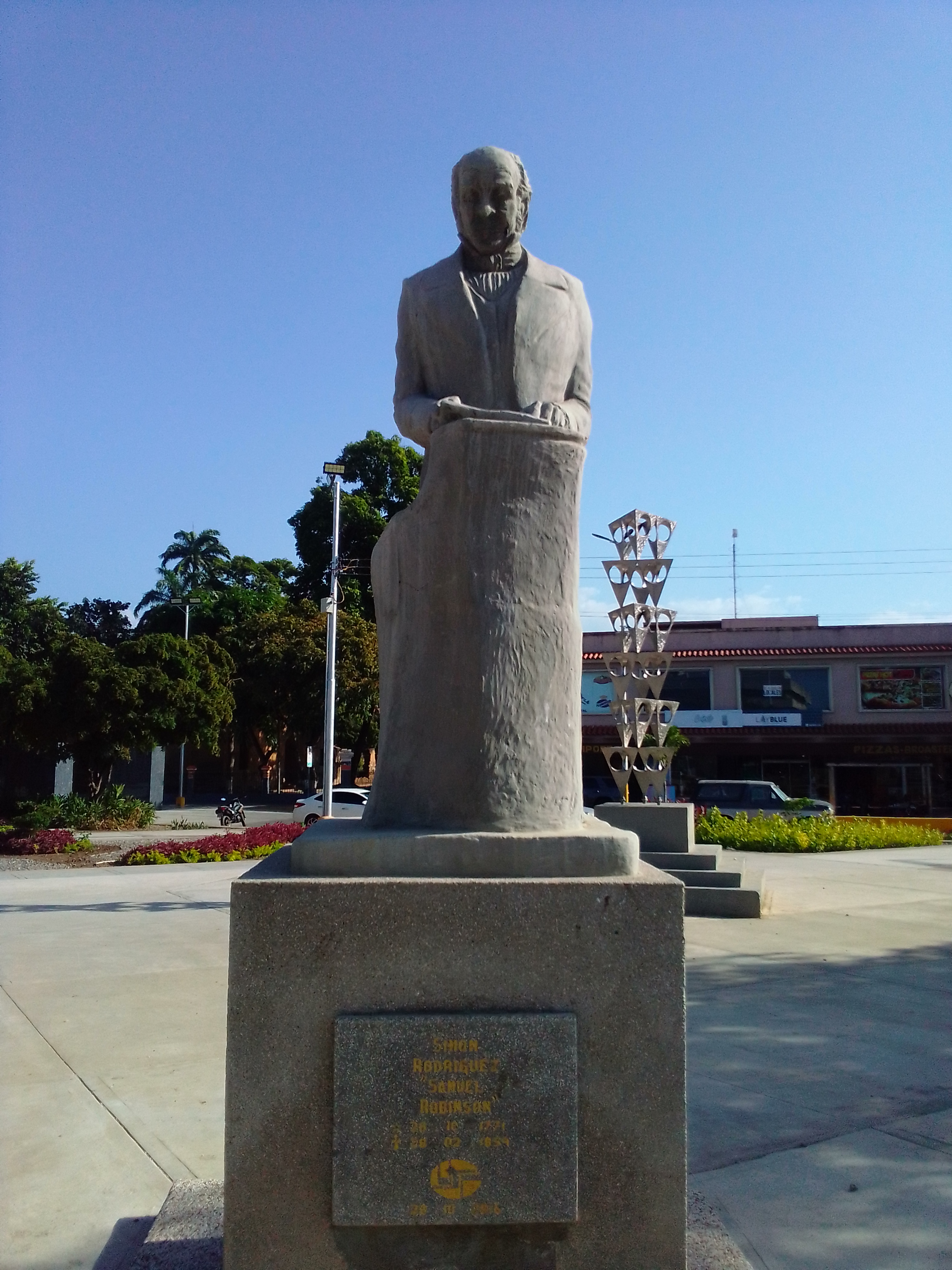
Estatua de Simón Rodríguez en la ciudad venezolana de Barcelona.

Entre sus aportes al pensamiento americano y al quehacer cosmopolita destacan dos: a) contribuir a formar el carácter republicano, libertario y moral de Bolívar, durante la infancia y juventud del primero, y b) haber plasmado en sus obras un ideario original, filosófico-pedagógico, necesario para la emancipación de las sociedades americanas.
La obra de Simón Rodríguez ha sido recopilada e interpretada por pensadoras y pensadores de diferentes países de América, por ejemplo en Venezuela, Colombia, México Argentina, Chile, Ecuador y Perú, incorporando debates sobre ideas pedagógicas, filosóficas, estéticas, políticas y de lenguaje.

### Pedagogía de la curiosidad
Fue pionero en este tipo de pedagogía. La nada inocente solicitud que hizo Rodríguez acerca de promover el desarrollo del “niño preguntón”. Todo cambio profundo de un tiempo histórico que conduzca a uno revolucionario debe abrir las compuertas a la vocación inquisitiva del niño. De no ocurrir así se castra, estanca y retrocede frente a las fuerzas de la tradición y el oscurantismo.

### Estado Actual de la Escuela y Propuestas para su Reforma
En 1794, Simón Rodríguez, maestro titular de la Escuela de Primeras Letras de Caracas y figura prominente en el movimiento de la independencia sudamericana, ofreció un informe detallado sobre el estado de la educación en Caracas. Estas observaciones no solo reflejaban la situación de la época, sino también los ideales progresistas que Rodríguez compartía con su discípulo, Simón Bolívar.

#### Estado actual de la Escuela en Seis Observaciones

##### 1.Desvalorización de la Educación
Rodríguez, ferviente creyente en el poder transformador de la educación, lamentó la disparidad entre el valor real de la educación y cómo era percibido por la sociedad. Consideraba que la educación era esencial no solo para el desarrollo individual, sino también para la construcción de una nación independiente y moderna.

##### 2.Subestimación de su Utilidad
Para Rodríguez, una educación de calidad no era un lujo, sino una necesidad. Argumentó que mientras muchos buscan educación, pocos evalúan su calidad. Destacó que una educación superficial es fácilmente olvidada, mientras que una profunda deja huellas permanentes en el estudiante.

##### 3.Percepción Generalizada de Aptitud
Rodríguez, influenciado por las ideas ilustradas europeas, creía en la especialización y en la preparación meticulosa de los maestros. Criticaba la idea generalizada de que cualquiera podía enseñar, y abogaba por un sistema de formación más riguroso para los educadores.

##### 4.Tiempo Limitado de Instrucción
Aquí, Rodríguez toca un punto crucial que aún resuena hoy: la calidad versus la cantidad en la educación. Abogó por una educación más intensiva y de mayor calidad, en lugar de una superficial y prolongada.

##### 5.Falta de Recursos Adecuados
Reconociendo la necesidad de herramientas y recursos pedagógicos adecuados, Rodríguez instó a las autoridades y a la sociedad a invertir en la educación, garantizando que las escuelas tuvieran todo lo necesario para ofrecer una enseñanza de calidad.

##### 6.Desdén por la Formalidad y Reglas Educacionales
Rodríguez critica la informalidad y la falta de estructura en el sistema educativo de la época. Destacó la importancia de tener una pedagogía bien definida y estructurada para garantizar que los estudiantes recibieran una educación de calidad.
Concluye expresando que la educación es la piedra angular para el desarrollo y progreso de una nación, y su renovación y mejoramiento son esenciales para el futuro de la sociedad.

### Nuevo Establecimiento.
En este apartado del informe Rodríguez propone los ajustes necesarios para que la Escuela de Primeras Letras de Caracas emule los planteamientos de su homóloga española en Madrid, siendo esta última constantemente reformada. El autor desarrolla 60 artículos comprendidos en 3 capítulos que abordan situaciones del nuevo establecimiento de la escuela como; el número de escuelas necesarias para distribuir la enseñanza, la conformación del cuerpo de profesores de la escuela, la designación de directores y maestros subalternos, la uniformidad entre las instituciones, el modo de incorporar los discípulos en las escuelas, pensiones y su aplicación, gastos comunes, construcciones de muebles, horas señaladas para el ejercicio de las escuelas, actos públicos de religión, asuetos, recreos, exámenes, estados mensuales, premios, distinciones, fiestas, casos en que deben ser depuestos tanto alumnos y maestros como directores, y las dotaciones.

### La educación social
Este concepto fue desarrollado por Rodríguez en su obra “Consejos de Amigo Dados al Colejio de Latacunga” de 1851, la cual fue escrita a solicitud del rector del colegio San Vicente en Ecuador.
En este tratado pedagógico Rodríguez enfatiza la necesidad de instruir a los niños en los preceptos sociales ya que ese es el objetivo principal de la escuela. Rodríguez entonces define a la Escuela Social como la Primera Escuela y ésta es un suplente de la potestad paterna. (1851, p. 613).
Además describe dos consejos que distinguirán al colegio de Latacunga. En el primero establece la importancia de asegurar los fondos del colegio y reformar los contenidos del currículo, sustituyendo así el latín por castellano y quichua, y la teología, derecho y medicina por física, química e historia natural. Destaca también el establecimiento de una fábrica de loza y otra de vidrio y una maestranza de albañilería, carpintería y herrería. 
Mediante este consejo, “Rodríguez deseaba convertir al “Colejio de Latacunga” en una escuela de artes y oficios y, a través de ella, generar todo un movimiento económico que desarrollara la región” (García, 2010, p. 142).
El segundo consejo planteaba que el Congreso de Ecuador financiará la construcción de edificios, la renta de maestros y en general los temas relativos al sostén y la propagación de la Primera Escuela mediante la creación de una ley de contribución personal.

## Visión educativa y social
Rodríguez no abogaba por una simple reforma agraria. En su lugar, visualizaba la propiedad en pequeñas parcelas, enfatizando la necesidad de una educación adecuada para respaldar esta estructura. En el contexto de las sociedades americanas de 1828, Rodríguez articuló un ambicioso proyecto: colonizar América con sus propios habitantes para evitar el dominio y tiranía de los inmigrantes europeos.
Identificó dos pilares principales en su sistema educativo propuesto:
1. La creación e implementación de la escuela popular.
2. La colonización y posesión de tierras por los propios americanos.

Estos dos elementos, en conjunto, serían esenciales para la construcción de las sociedades americanas.
Adicionalmente, Rodríguez tenía un proyecto político-pedagógico innovador que consistía en escuelas que albergaban fábricas en su interior. Estas escuelas tendrían dos fábricas donde las lenguas predominantes serían el quechua y el castellano.
La influencia de Rodríguez en Bolívar fue profunda, dejando una marca indeleble en el carácter y pensamiento libertario del futuro Libertador. Rodríguez buscaba la igualdad no como un simple ideal, sino como una realidad tangible. Abogaba por considerar las contribuciones de todos los ciudadanos y por eliminar la dominación hegemónica europea. Aunque valoraba el conocimiento europeo, Rodríguez insistía en la originalidad y el discernimiento, resumido en su célebre frase: "tomen lo bueno, dejen lo malo, imiten con juicio, y por lo que les falte inventen". Su lema, "inventamos o erramos", encapsula esta filosofía.

### Estilo
Resalta Juan David García Bacca el hecho de que Simón Rodríguez "trabajó de tipógrafo (de cajista) en Baltimore durante tres años (1798-1801)" dotándose de una "pericia artesanal" que emplearía en sus obras con fines pedagógicos, estéticos y hasta, como es el caso del mismo García Bacca, ... fines técnico-filosóficos. El modo aforístico de escribir y el uso de cursivas, entre otras técnicas, seguidas y usadas por el propio García Bacca, son en sí uno de los aportes de las obras del Maestro Rodríguez.

## Legado
Según el diplomático y político chileno José Victorino Lastarria «Don Simón Rodríguez era un verdadero reformador, cuyo puesto estaría al lado de Owen, de Saint-Simon y de Fourier. Hombre de genio, independiente y observador, nacido y formado por sí mismo...».
Observación similar a la del filólogo francés Luis Antonio Vendel-Hayl, quien relataría en su diario «Le hablé entonces de la analogía que había entre sus ideas y las de Fourier y Saint-Simon. No había oído sus nombres, sino poco tiempo antes; y no había leído sus obras...».

## Obras
- Representación al Ayuntamiento (Caracas, 1793).[25]
- Reflexiones sobre los defectos que vician la escuela de primeras letras en Caracas, y medio de lograr su reforma por un nuevo establecimiento (Caracas, 1794).
- Sociedades americanas en 1828, cómo serán y cómo podrían ser en los siglos venideros (Arequipa, 1828).[26]
- El libertador del Mediodía de América y sus compañeros de armas, defendidos por un amigo de la causa social (Arequipa, 1830).
- Observaciones sobre el terreno de Vinco cayá con respecto a la empresa de desviar el curso natural de sus aguas y conducirlas por el río Zumbai al de Arequipa (Arequipa, 1830).
- Sociedades americanas en 1828, cómo serán y cómo podrían ser en los siglos venideros [Luces y virtudes sociales] (Concepción, Imprenta del Instituto, 1834).
- Informe sobre el terremoto de Concepción (Concepción, 1835).
- Sociedades americanas en 1828. Cómo serán y cómo podrían ser en los siglos venideros [Primera parte. Luces y virtudes sociales] (Valparaíso, Imprenta del Mercurio, 1840).
- Partidos (11 artículos) (Valparaíso, El Mercurio, 1840).
- Sociedades americanas en 1828, cómo serán y cómo podrían ser en los siglos venideros (Lima, Imprenta del Comercio, 1842).[27]
- Crítica de las providencias del gobierno (Lima, Imprenta del Comercio, 1843).
- CARTA del Sr. Rodríguez á cinco Bolivianos á la caída de la Confederación Perú Boliviana… (Valparaíso, Gaceta del Comercio, 1844).[28]
- Extracto sucinto de mi Obra sobre la Educación Republicana (3 artículos) (Bogotá, El Neo Granadino, 1849).
- Consejos de amigo dados al Colegio de Latacunga (Latacunga, 1851).

## Honores
| Año  | Tipo de Honor                             | Entidad o Persona Involucrada       | Descripción |
| ---- | ----------------------------------------- | ----------------------------------- | --- |
| 1981 | Obra literaria                            | Arturo Uslar Pietri                 | Escribió una biografía novelada sobre Simón Rodríguez titulada La isla de Róbinson. |
| 2003 | Programa social                           | Gobierno de Venezuela (Hugo Chávez) | Fundación de la Misión Robinsón, programa para enseñar a leer y escribir a la población analfabeta. Llamado así por el seudónimo «Samuel Robinsón» que utilizó Simón Rodríguez.        |
| 1971 | Institución educativa y Sector geográfico | Caracas, Venezuela                  | Nombramiento de la Universidad Nacional Experimental Simón Rodríguez. También se nombró un sector epónimo ubicado al norte de Caracas, cerca de la estación del Teleférico de Caracas. |
| 1949 | Premio                                    | Consejo Municipal de Caracas        | Creación del premio Simón Rodríguez, uno de los más prestigiosos de Venezuela. |
| 1953 | Institución educativa                     | Cali, Colombia                      | Nombramiento de la Institución Educativa Técnica de Comercio «Simón Rodríguez» en su honor.                                                                                            |
| 2007 | Reconocimiento monetario                  | Gobierno de Venezuela               | Su retrato apareció en el billete de 50 y 10.000 Bolívares Fuertes. |

## En la cultura popular
- Simón Rodríguez es dramatizado en el filme Libertador interpretado por Francisco Denis y en la serie Bolívar interpretado por Ernesto Benjumea.
- Eduardo Galeano le dedica la página del 28 de octubre en su libro Los hijos de los días.[29]